# Camille de Lorraine
Ne doit pas être confondu avec François-Camille de Lorraine.

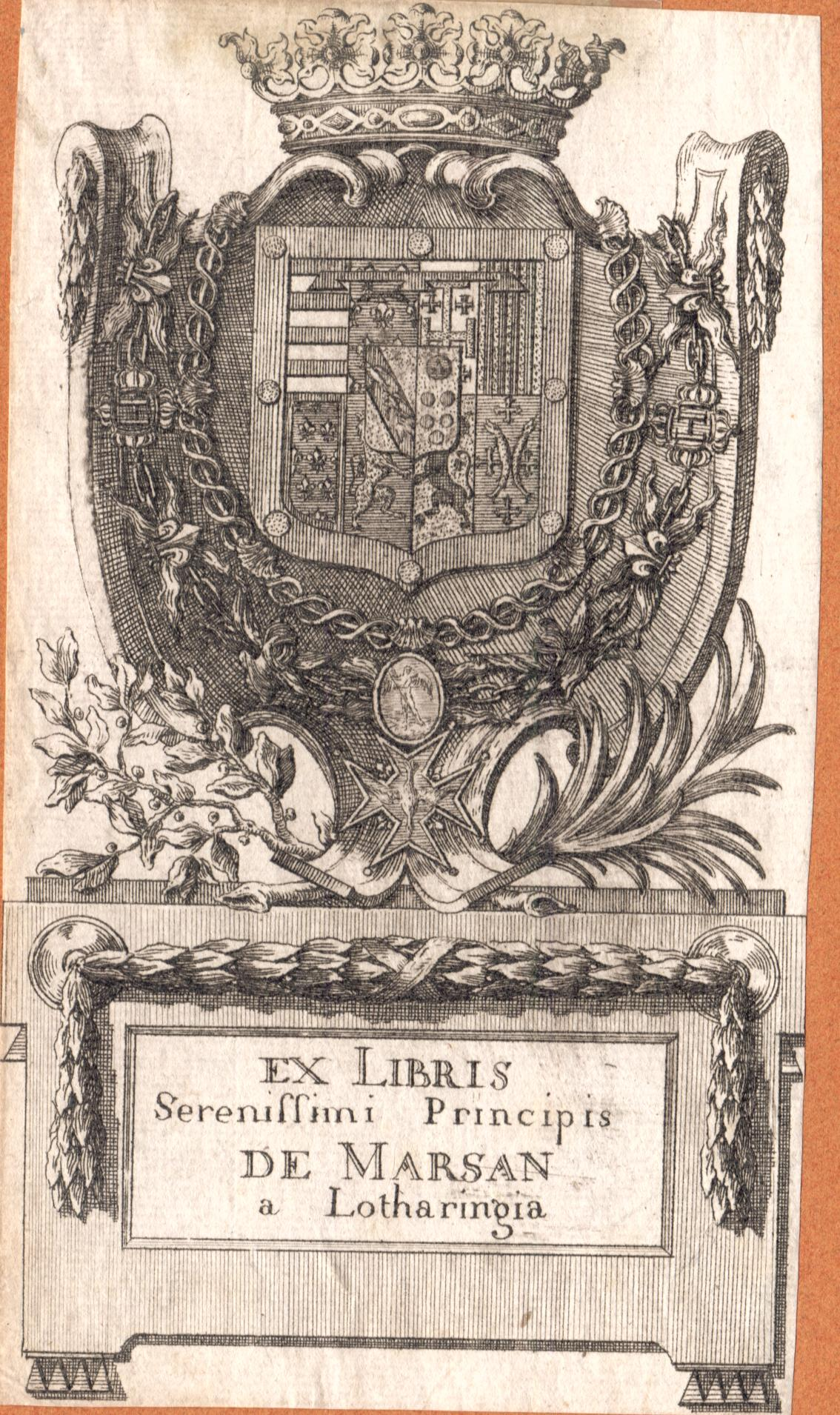
Armes du prince de Marsan

Louis Camille de Lorraine dit le  prince Camille, né le 18 décembre 1725 et mort à Paris le 12 avril 1780 est un membre de la branche Française de la Maison de Lorraine et, par conséquent, un cousin de la reine Marie-Antoinette. Il est Gouverneur de Provence de 1770 à 1780.

## Biographie

### Origines
Camille de Lorraine naît le 18 décembre 1725. Il est un membre de la Maison de Guise, une branche cadette de la Maison de Lorraine. À ce titre, il est un lointain cousin du duc François III de Lorraine qui sera élu empereur en 1745 et de la fille de celui-ci, la reine de France Marie-Antoinette d'Autriche.
Issu d'une famille régnante, il a droit au prédicat d'"Altesse" et au traitement accordé aux proches des princes régnants (comme les Rohan, descendants des ducs de Bretagne et les Grimaldi, princes de Monaco)  ce qui le distingue avantageusement des membres de la noblesse Française sans pour autant en faire un égal des princes du sang. 

### Famille
Quatrième enfant de Charles Louis de Lorraine, comte de Marsan et prince de Pons (1686-1755) et de Elisabeth de Roquelaure (1696-1752), il est connu sous le titre de prince de Marsan. Il est également prince de Puyguilhem, terre provenant de son grand-père, le maréchal de Roquelaure, mais ne fera pas usage de ce titre. Comme tous les membres de sa maison, il est fait chevalier de l'Ordre du Saint-Esprit, ordre le plus prestigieux du royaume le 1er janvier 1756, Lieutenant général le 6 juin 1758. Il devient le 25e gouverneur de Provence le 6 mai 1770, fonction qu'il occupe jusqu'à sa mort .
Son frère aîné, Gaston de Lorraine, comte de Marsan, épouse en 1736 à l'âge de 15 ans Marie-Louise de Rohan-Soubise (1720-1803). Il meurt dès 1743 sans descendance survivante - Sa veuve sera nommée gouvernante des enfants royaux en 1754 et aura la charge de l'éducation du futur Louis XVI et de ses frères et sœurs mais sera disgraciée avec son cousin le cardinal de Rohan à la suite de l'Affaire du collier de la reine -.

### Mariage et décès
À la mort de son frère, le prince Camille devient alors l'héritier des titres et des propriétés de son père qui meurt en 1755.
Il épouse en 1759 Hélène Mancini-Mazarini (1740-1780), fille de Louis Jules Mancini Mazarini, duc de Nevers, et de sa première épouse, Hélène Françoise Angélique Phélypeaux de Pontchartrain et veuve en premières noces de Louis-Marie Fouquet de Belle-Isle comte de Gisors. Le couple n'aura pas d'enfants. 
Le prince Camille meurt le 12 avril 1780 dans la demeure parisienne de sa sœur la duchesse de Bouillon. Il est le dernier mâle de la branche Lorraine des Marsan. Son épouse le suit dans la tombe en novembre suivant.

### Distinctions
- Chevalier de l'ordre de Saint Michel
- Chevalier de l'ordre du Saint Esprit[2]

## Voir également
- Liste des vicomtes de Marsan
- Charles-Eugène de Lorraine

## Sources et références
- (en) Cet article est partiellement ou en totalité issu de l’article de Wikipédia en anglais intitulé « Camille, Prince of Marsan » (voir la liste des auteurs).